# Wałbrzych
Wałbrzych ([ˈvau̯bʐɨx]ⓘ en alemán: Waldenburg, en checo: Valbřich o Valdenburk) es una gran ciudad, distrito y un municipio urbano del voivodato de Baja Silesia en el sudoeste de Polonia, con 125 773 habitantes (2006). La ciudad tiene un centro de investigación de la Academia Polaca de Ciencias.
En 2015, Wałbrzych se hizo ampliamente conocido debido a la búsqueda de un tren de oro nazi supuestamente enterrado, que, sin embargo, no fue encontrado.
Entre los años 1975 y 1998 fue la capital del voivodato de Wałbrzych; ahora es la sede del distrito de Wałbrzych. Wałbrzych fue en los años 2003-2012 la ciudad polaca más grande, que en sí misma no forma un distrito separado (powiat), que renunció a este estado en 2003. A partir del 1 de enero de 2013, se restauraron los derechos de la ciudad-powiat.
Wałbrzych se encuentra aproximadamente a 70 km al sudoeste de la capital regional, Breslavia, y a unos 10 km de la frontera con la República Checa.

## Etimología

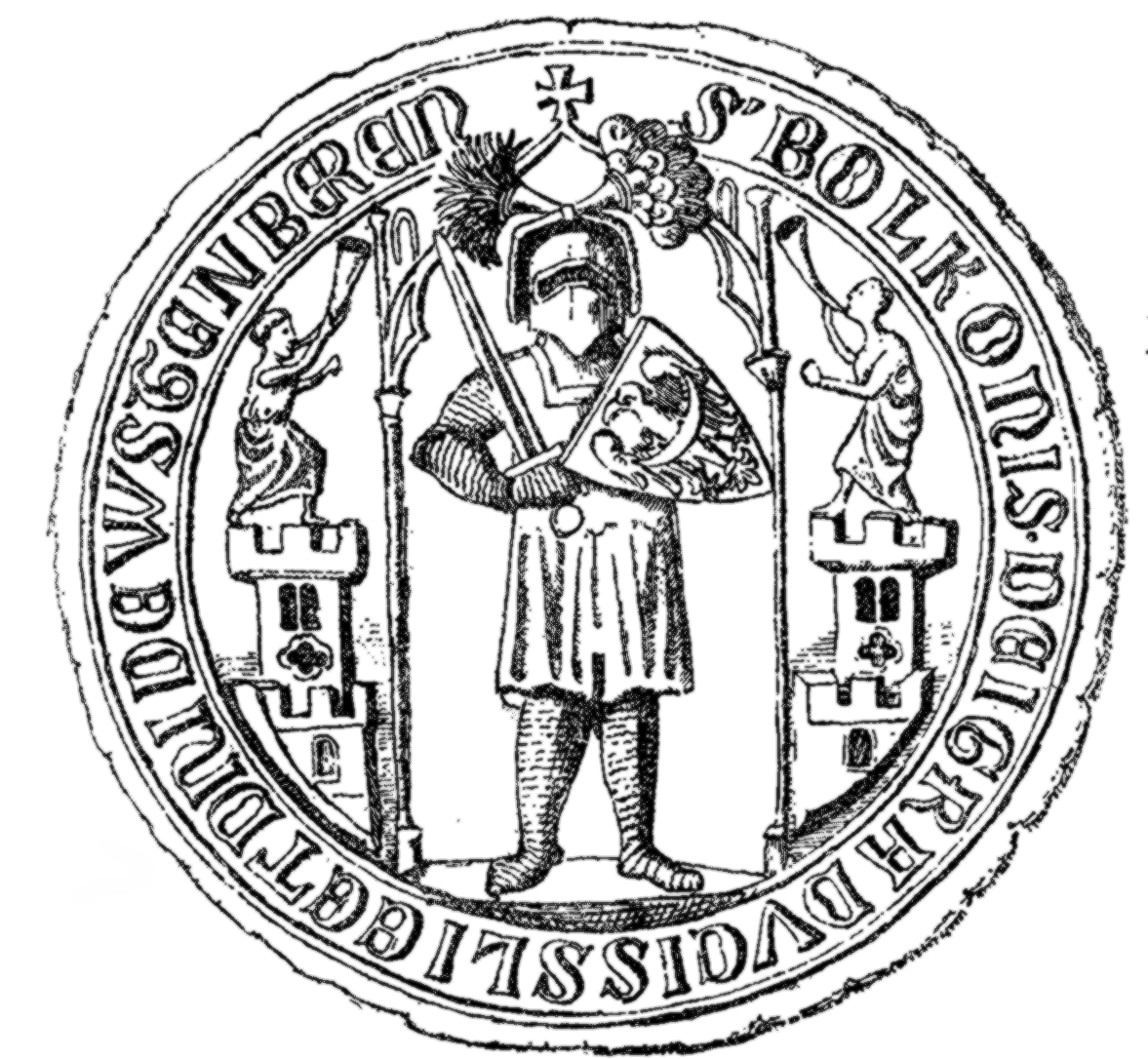
Sello de Bolko I, mostrándolo como el duque de Vistenberch (Fürstenberg) = Fürstenstein.

El nombre alemán Waldenburg (que significa castillo del bosque) se refiere al castillo Nowy Dwór, cuyas ruinas se encuentran al sur de la ciudad; el nombre cobró uso para el asentamiento completo.
El nombre polaco Wałbrzych proviene del nombre alemán Walbrich, una variación lingüística medieval de los viejos nombres Wallenberg o Walmberg.

## Historia

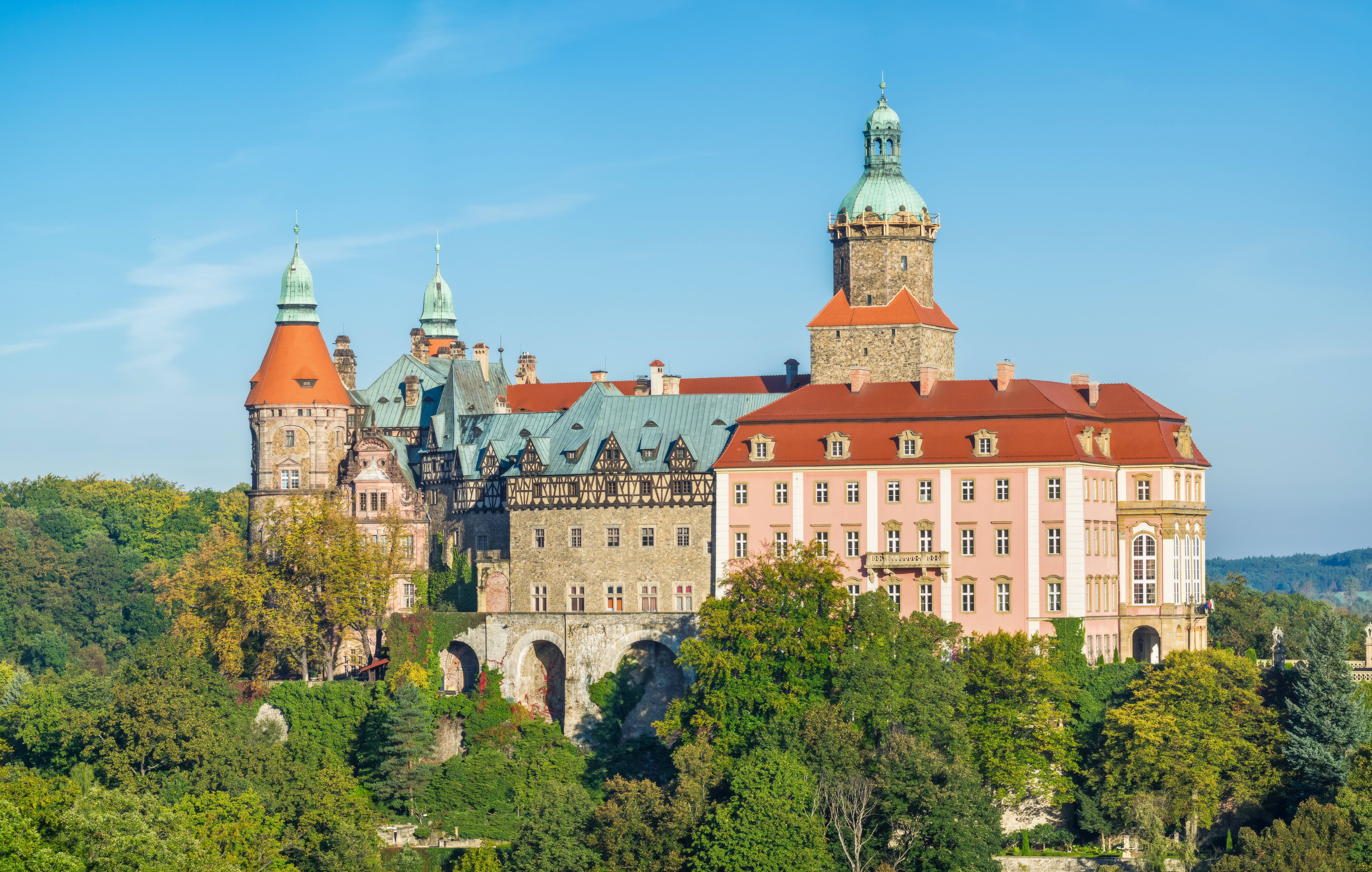
Castillo de Książ en Wałbrzych.

### Edad Media
De acuerdo al sitio web de la oficina estatal de Wałbrzych, el predecesor de la ciudad fue un asentamiento eslavo de una época medieval temprana llamado Lasogród (castillo del bosque), lo cual es poco probable, debido al nombre alemán y a su reciente pasado germánico. Dicho sitio web agrega que Lasogród se transformó más tarde en un fuerte defensivo, restos del cual fueron destruidos en el siglo XIX durante la expansión de la ciudad.

### Era Moderna
La minería en el área tiene su primera mención en 1536. El asentamiento se transformó en un centro industrial al comienzo del siglo XIX, cuando prosperaron la minería y la tejeduría. En 1843, llegó a la ciudad el primer ferrocarril, que la conectó con Breslavia. A principios del siglo XX se construyó una planta de manufactura de cristalería y porcelana de mesa, que continúa operando hoy en día. En 1939 la ciudad tenía alrededor de 65 000 habitantes.

## Sitios de interés

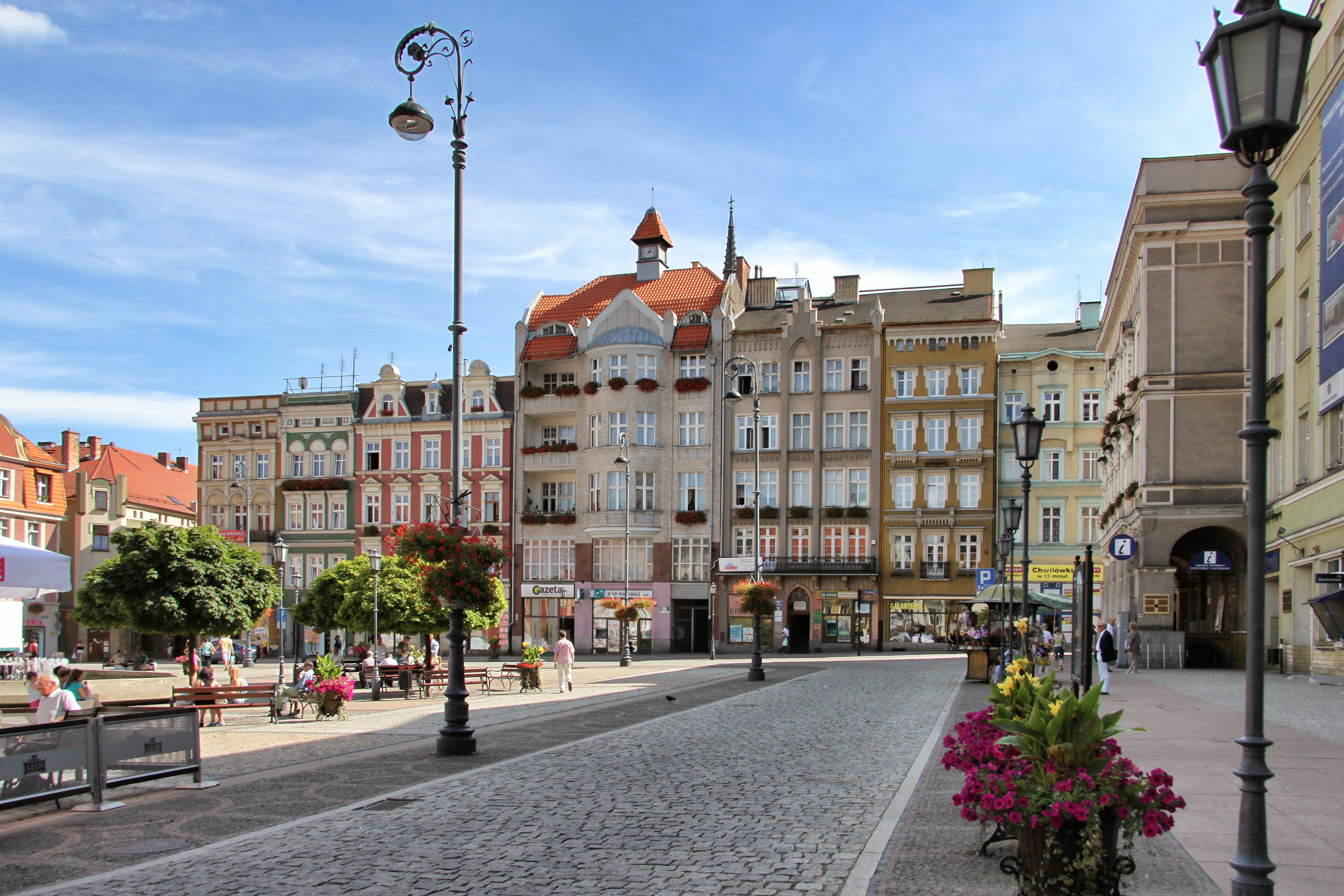
Plaza del mercado

- El castillo de Książ, el castillo más grande de Silesia y el tercero más grande de Polonia, luego de Wawel en Cracovia y el castillo de Malbork.
- Montaña Chełmiec.
- Palmiarnia.
- Plaza del mercado (rynek) (renovada durante 1997-1999).
- Castillo Czettritz (1604–1628).
- Castillo Alberti (1801), que alberga el Museo Municipal.
- Iglesia de Sta. María (1305, renovada en 1720).
- Iglesia Protestante (1785–1788).

## Personalidades destacadas
- Abraham Robinson
- Dariusz Baranowski, ciclista profesional.
- Joanna Bator, escritora polaca.
- Gerhard Menzel (1894-1966), escritor alemán.
- Klaus Töpfer, político alemán (CDU), nacido en 1938 en Waldenburg.
- Marcel Reif, periodista deportivo alemán de fútbol, nacido aquí en 1949.
- Sebastian Janikowski, placekicker de fútbol americano para los Oakland Raiders de la Liga Nacional de Fútbol Americano (NFL).
- Michel Nykiel, jugador de fútbol polaco.
- Wolfgang Menzel, poeta, crítico e historiador literario alemán.